# Computerised Maintenance Management System
Computerised Maintenance Management Systems (CMMS) – zautomatyzowany system wspierający utrzymanie ruchu. Oprogramowanie ułatwia pracę działów technicznych, których celem jest zapewnienie niezawodności funkcjonowania zakładów produkcyjnych. Systemy CMMS gromadzą informacje dotyczące przeglądów, awarii, stanów magazynowych oraz ułatwiają organizację pracy. Nowoczesne systemy CMMS są dzisiaj platformą komunikacji między działem produkcji a utrzymaniem ruchu. 
Celem wdrożenia systemu CMMS w zakładzie jest zmniejszenie awaryjności parku maszynowego i zwiększenie efektywności pracy techników. Nowoczesne systemy CMMS to oprogramowanie oparte na chmurze. Umożliwia to zapisywane i dostępność wszystkich informacji dotyczących parku maszynowego (awarie, przeglądy, dokumentacja DTR) w jednej bazie, do której dostęp można uzyskać z dowolnego miejsca za pośrednictwem m.in. urządzeń mobilnych. 
Wśród funkcji realizowanych przez systemy klasy CMMS znajdują się:
- zarządzanie rejestrem wyposażenia przedsiębiorstwa,
- zarządzanie rozliczeniem, zakupami i sprzedażą wyposażenia,
- planowanie przeglądów i innych czynności obsługowych wyposażenia,
- zarządzanie procedurami nadzoru wyposażenia i inną dokumentacją,
- rejestracja zdarzeń związanych z utrzymaniem wyposażenia produkcyjnego i pomiarowego w tym awarie/remonty/przeglądy itp.,
- zarządzanie personelem służb utrzymania ruchu w tym harmonogramem pracy,
- wsparcie realizacji projektów związanych z utrzymaniem ruchu np. dużych remontów komponentowych,
- wsparcie dla planowania i realizacji budżetów w utrzymaniu ruchu,
- zarządzanie magazynami części i akcesoriów dla potrzeb SUR (Służby Utrzymania Ruchu),
- analiza i ocena działań w obszarze utrzymania ruchu,
- wyliczenia wskaźników MRT (średni czas reakcji), MTTR (średni czas usunięcia awarii), MTTF (średni czas bezawaryjnej pracy maszyny) i MTBF (średni czas między awariami).[4]

Firmy stosujące rozwiązania klasy CMMS osiągają największe korzyści gdy rozwiązania te są zintegrowane z innymi elementami technicznego eko-systemu przedsiębiorstwa. 
Powiązanie z warstwą biznesową może odbywać się w następujących obszarach:
- gospodarka magazynowa częściami zamiennymi,
- zapotrzebowanie i zamówienia części zamiennych i materiałów w kontekście transakcji,
- dane o pracownikach w kontekście zarządzania personelem (zatrudnienie, harmonogram pracy, okresowe badania pracowników, i inne).

Systemy CMMS są również silnie zintegrowane z rozwiązaniami klasy ERP/MRP, między innymi dostarczając harmonogramy remontów i przeglądów maszyn jako jedno z ograniczeń dla planowania zdolności produkcyjnych. 
W systemach CMMS wskazywane są daty dostępności zasobów. Terminy te uwzględniane są w planach produkcyjnych i w publikowaniu tych planów przez system klasy MES (Manufacturing Execution System). Przepływ informacji pomiędzy systemami CMMS, APS i MES pozwala na szybką modyfikację planów produkcyjnych w przypadku pojawienia się nieplanowanych przestojów.
Profesjonalne systemy CMMS poza integracją z warstwą biznesową wyposażone są także w interfejsy komunikacyjne z maszynami. Kolokwialnie można stwierdzić, że "same" komunikują się z maszynami raportując ich awarie i przestoje. Niejednokrotnie odbywa się to za pośrednictwem systemów klasy MES (Manufacturing Execution System). W ten sposób integracja taka przyczynia się do skrócenia czasu reakcji i naprawy, a tym samym zwiększenia dostępności produkcyjnej maszyn – składowej kluczowego wskaźnika produkcyjnego OEE.
Rola IoT w predykcyjnym utrzymaniu ruchu
Internet Rzeczy (IoT) odgrywa kluczową rolę w rozwoju predykcyjnego utrzymania ruchu, umożliwiając firmom monitorowanie maszyn w czasie rzeczywistym. Dzięki czujnikom zainstalowanym na urządzeniach, dane dotyczące parametrów takich jak temperatura, wibracje czy ciśnienie są przesyłane do centralnych systemów analitycznych.
Rozwiązania IoT w przemyśle (IIoT – Industrial Internet of Things) pozwalają na integrację tych danych z systemami klasy CMMS/EAM, co umożliwia bardziej precyzyjne planowanie działań konserwacyjnych oraz przewidywanie awarii. Dzięki połączeniu IoT z algorytmami Machine Learning (ML), przedsiębiorstwa mogą nieustannie doskonalić swoje modele predykcyjne, co prowadzi do zmniejszenia liczby nieplanowanych przestojów, obniżenia kosztów eksploatacji oraz poprawy wydajności produkcji.